# Верски објекти у Дофену
Верски објекти у Дофену је систематизован приказ верских објекта који су грађени и отварани у различитим историјским периодима, од оснивања, до данас, у овом највећем граду у области Паркланд у покрајини Манитоба, Канада. Историја овог града у у средишту канадске прерије почела је у раним 1880-тим, када је у пролеће 1883. године, један од браће Нагле, Метис индијанац који се настанио на обалама језера Дофен, једне ноћи путујући за Винипег, да би потом и са породицом почео да живе на простору садашњег Дофена. Његов опис плодне земље око језера временом је привукао нове досељенике. А они су дошли из сиромаштвом погођених Енглеских градова, са брда Шкотске; из широких централних равница Европе, и из шума на граници Карпата. На стотине Енглеза, Ираца, Шкота, Украјинаца и Пољака привученио обећаним новим и бољим животом у новој земљи, са собом су донели и своју културу, веру и верске обичаје, и постепено се организовали у верске заједнице.
Пре 1898. област око Дофена била је неорганизована територија без локалне управе, државних установа и верских објекта, под надзором Покрајинска влада Манитобе. Иако су први кораци за  формирање општине предузети у 1897. године, општина је почела са радом 1. јануара 1898. године под  називом „Рурална општина Дофен”.

## Списак верских објеката
| Ред. број | Година градње | Назив објекта                             | Слика |
| --------- | ------------- | ----------------------------------------- | ----- |
| 1.        | 1936—1939.    | Украјинска католичка црква Васкрсења      |       |
| 2.        | 1959—1966.    | Украјинска православна црква              |       |
| 3.        |               | Презбитеријанска црква Сент Џејмс         |       |
| 4.        |               | Методистичка црква                        |       |
| 5.        | 1960.         | Прва баптистичка црква                    |       |
| 6         |               | Англиканска црква Свети Павле             |       |
| 7         | 1966.         | Христова црква                            |       |
| 8         | 1961.         | Библијска црква                           |       |
| 9.        |               | Прва уједињена црква                      |       |
| 10.       | 1963.         | Лутеранска црква Светог тројства          |       |
| 11.       | 1990.         | Нова Украјинска католичка црква Васкрсења |       |